# دکتر اوتکر
دکتر اوتکر (آلمانی: Dr. Oetker) شرکت صنایع غذایی آلمانی است، که در سال ۱۸۹۱ توسط آگوست اوتکر تأسیس شد.